# El imperio de los dragones
El Imperio de los dragones es una novela de ficción con cierto contenido histórico sobre la aventura de un grupo de romanos en China en el siglo III, escrita por Valerio Massimo Manfredi.

## Argumento
Valeriano, emperador de los romanos sale del asedio que los persas al mando de Sapor I habían puesto a Edesa. Marco Metelo Aquila lo acompaña con su guardia; pero los persas, en complicidad con el comandante romano de la plaza y traicionando la inmunidad de los negociadores los apresan.
Son deportados a una mina a realizar trabajos forzosos. El emperador muere pero Marco y sus hombres consiguen escapar. Esto los lleva a una desesperada huida en el corazón de Persia, de la que escapan gracias a la ayuda de un comerciante indio. Este contrata a los romanos como escolta para él y un misterioso personaje que procede de China, el Imperio del Centro. 
China, con sus bellos paisajes, sus extrañas costumbres y sus técnicas de lucha, tan sorprendentes como eficaces, fascina a Metelo, y más aún después de enamorarse de Yun Shan, su guía en el mágico y misterioso país.
Sus aventuras y el contraste de sus culturas, son la base de esta novela.
- Datos: Q3819242